# ناجی صبری

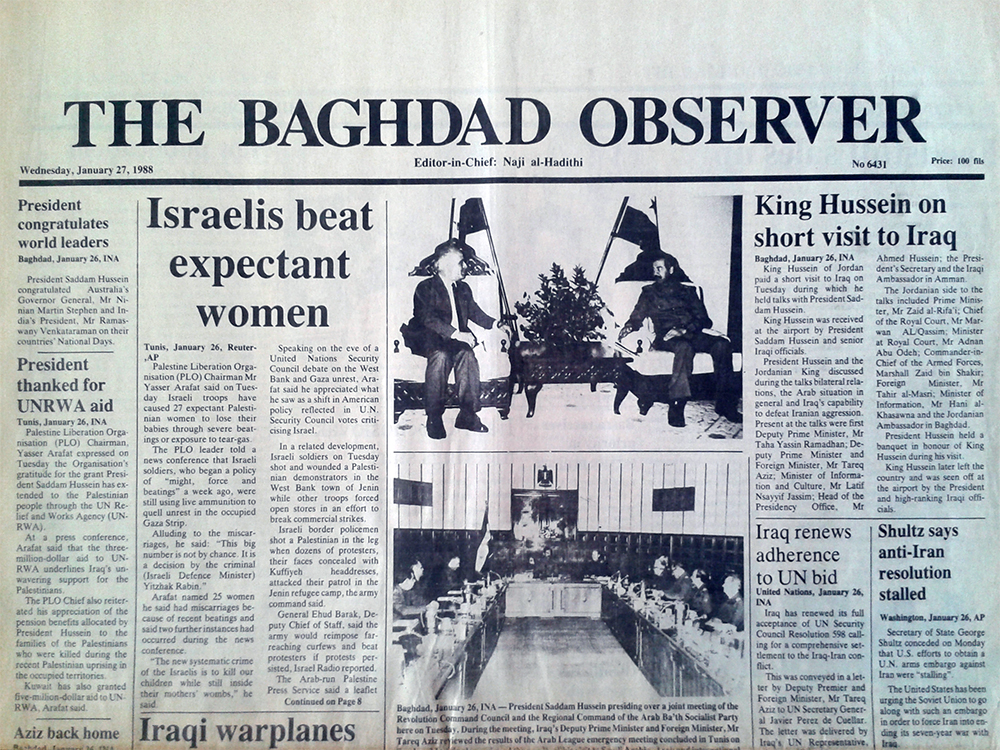
صفحه اول روزنامه «بغداد آبزرور» به سردبیری ناجی الحدیثی (ناجی صبری)

ناجی صبری احمد الحدیثی (به عربی: ناجي صبري أحمد الحديثي) آخرین وزیر امور خارجه در زمان حکومت حزب بعث در عراق بود .
وی هم‌اکنون در قطر مشغول به تدریس خبرنگاری است .

## پیوند به داخل
- فهرست مشاهیر عراق